# Rome (Métro Paris)

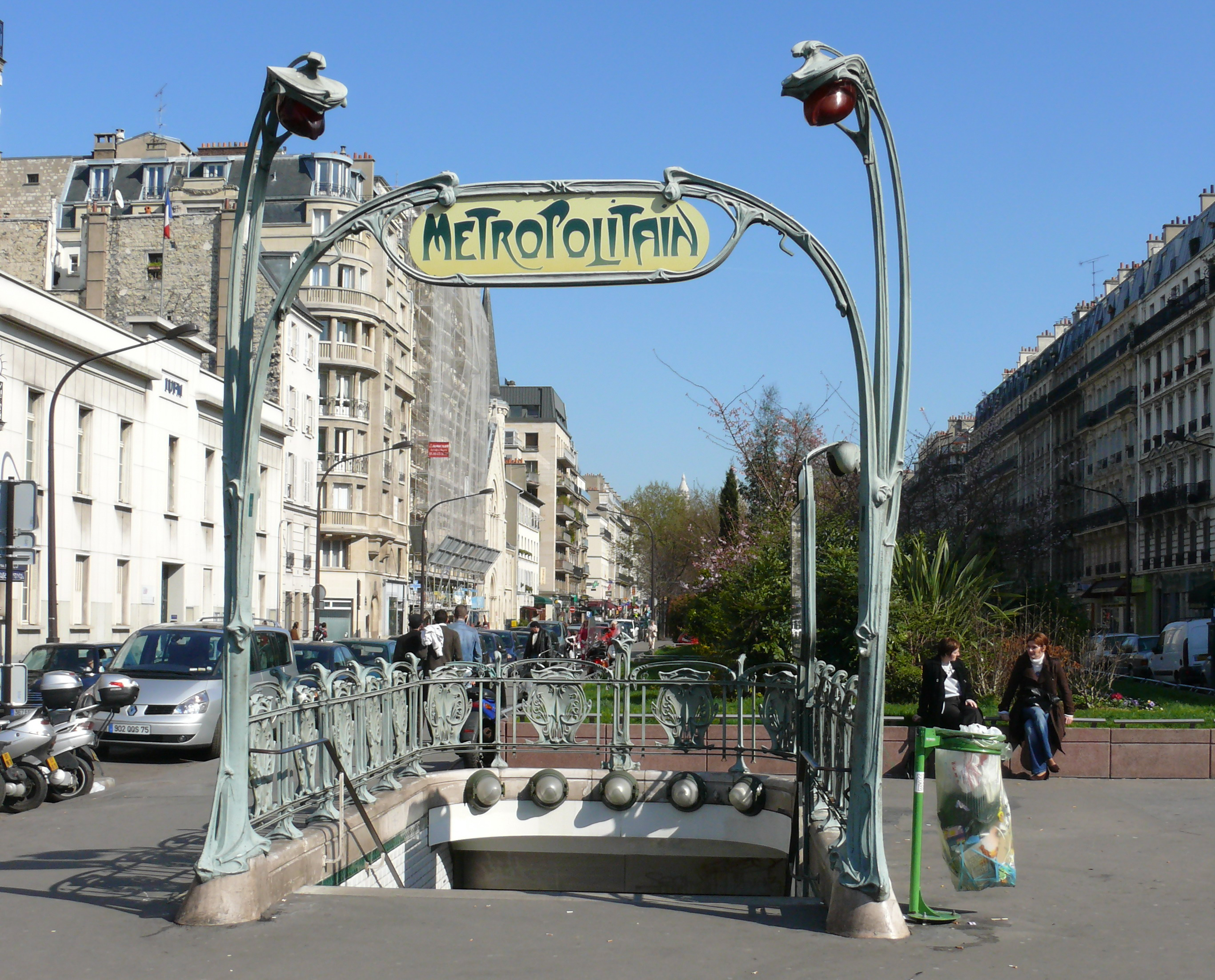
Von Hector Guimard gestalteter Zugang im Stil des Art nouveau

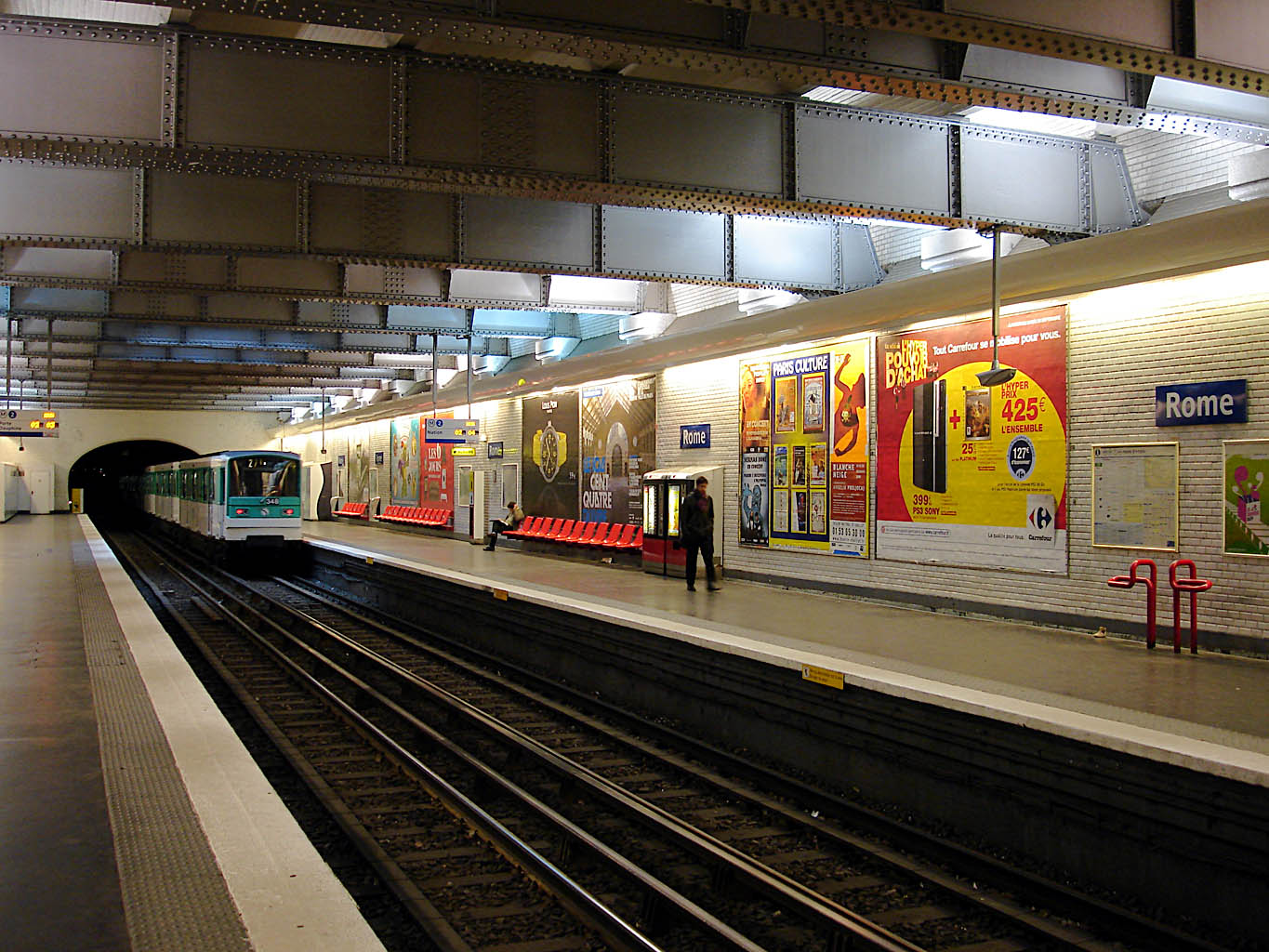
Von Tageslicht erhellter Bereich hinter einem ausfahrenden Zug der Baureihe MF 67, 2008

Der U-Bahnhof Rome (gesprochen [ʁɔm]) ist eine unterirdische Station der Linie 2 der Pariser Métro.

## Lage
Die Station befindet sich an der Grenze des Quartier de l’Europe im 8. Arrondissement mit dem Quartier des Batignolles im 17. Arrondissement von Paris. Sie liegt längs unter dem Boulevard de Batignolles in Höhe der einmündenden Rue de Moscou.

## Name
Viele Straßen des angrenzenden Quartier de l’Europe tragen Namen europäischer Städte. Obwohl die Rue de Moscou näher liegt, wurde die Station nach der Rue de Rome benannt, die ihren Namen der italienischen Hauptstadt Rom verdankt und sich jenseits des Gleisvorfelds des Bahnhofs Saint-Lazare befindet.

## Geschichte und Beschreibung
Die erste Verlängerung der Linie 2 Nord von Étoile (seit 1970: Charles de Gaulle – Étoile) nach Anvers der Compagnie du chemin de fer métropolitain de Paris (CMP) wurde am 7. Oktober 1902 in Betrieb genommen. Am 6. November 1902 wurde die Station Rome eröffnet, bis dahin fuhren die Züge ohne zu halten durch. Der Zusatz „Nord“ entfiel am 14. Oktober 1907, die Linie trägt seitdem nur noch die Nummer 2.
Da die Métro unmittelbar westlich die „Tranchée des Batignolles“, einen Geländeeinschnitt mit den Gleisen zum Bahnhof Saint-Lazare, überquert, liegt die Station Rome dicht unter der Straßenoberfläche. Die waagerechte Decke aus Eisenträgern ist von einem rechteckigen Lichtschacht durchbrochen, dadurch fällt Tageslicht in den mittleren Stationsbereich. Die 75 m lange Station weist zwei Seitenbahnsteige an zwei Streckengleisen auf. Sie hat nur einen Ausgang, der nach Westen hin an der Einmündung der Rue Boursault in den Mittelstreifen des Boulevard de Batignolles mündet. Hector Guimard gestaltete ihn seinerzeit im Stil des Art nouveau.

## Tranchée des Batignolles
Zunächst lagen die acht Eisenbahngleise zum Bahnhof Saint-Lazare in vier parallelen Tunneln, die von der Métrostrecke überquert wurden. In den Jahren 1922/23 wurden drei der „Tunnels des Batignolles“ abgerissen, die Gleise liegen nun im offenen Einschnitt Tranchée des Batignolles. Auf einem gemeinsamen Brückenbauwerk kreuzen seitdem Straße und Métro, letztere eingehaust unterhalb der Fahrbahn, die Eisenbahn.

## Fahrzeuge
Zunächst kamen Züge aus acht zweiachsigen Wagen mit Holzaufbauten, bestehend aus sechs Beiwagen und einem Triebwagen an jedem Ende, zum Einsatz. Von 1914 bis 1981 wurde die Linie 2 von Zügen der Bauart Sprague-Thomson befahren. Da sie mittelfristig nicht auf gummibereifte Fahrzeuge umgestellt werden sollte, kam ab 1979 die Baureihe MF 67 auf die Strecke, die ihre Vorgänger innerhalb von zwei Jahren vollständig ablöste. Seit 2008 kommen Serienfahrzeuge der Baureihe MF 01, mittlerweile ausschließlich, in der Station Rome zum Einsatz.